# Anna Canalias Mestres
Anna Canalias Mestres (Magallón, 1886 - Molins de Rei, 1934), també coneguda com a Agna Canalias, fou una escriptora, pedagoga i feminista.

## Biografia
Anna Canalias va néixer accidentalment al poble aragonès de Magallón, tot i que va viure tota la infantesa a Molins de Rei. El 1905, acabada la carrera de Magisteri, s'instal·là a Barcelona i impartí classes nocturnes a un ateneu obrer fins al 1910. Així la jove mestra des d'aquella aula on acudien les treballadores fabrils del barri, començà a copsar la qüestió social.
Entre 1910 i 1913 Anna Canalias es preparà per a ser professora d'Escola Normal de Mestres a l'Escola Superior de Magisteri de Madrid. L'Escola combregava amb els postulats de la Institució Lliure d'Ensenyament de Giner de los Ríos i donava una sòlida formació intel·lectual i pedagògica. Tanmateix el creixent catalanisme aixecava un agressiu espanyolisme, també sentit per sectors del professorat de l'Escola de Madrid. El fet que Anna publicàs poesia en català i s'identificàs amb el nacionalisme li valgué atacs d'aquell sector.
El 1913 Anna Canalias acabava els estudis de professora d'Escola Normal i després de diversos destinacions, el 1921 concursà per a obtenir plaça a la Normal de Palma. Anna Canalias i les altres companyes de la Normal es proposaren influir en el progrés de la societat illenca i de les dones, en concret, i foren un revulsiu dins de l'entorn conservador. Publicava articles feministes a la premsa mallorquina i predicava el pacifisme. Ressaltava la necessitat de la intervenció femenina en l'elaboració de les lleis i, per tant, l'accés al sufragi.
Anna i un grup de dones fundaren a Palma una associació feminista i organitzaren actes culturals i cursos de taquigrafia, de tall i confecció, etc. Oferiren classes de formació primària per adultes. El 1931 de seguida s'identificà amb la República i es preocupà de la formació de les dones com a noves electores. Però hagué d'aturar la seva activitat per una malaltia del cor el 1933 i el 1934, finia a Molins de Rei.